# Amiralfjäril
Amiral (Vanessa atalanta) är en art i familjen praktfjärilar. Den är svart med ett rödorangefärgat tvärband och vita fläckar på framvingens spets samt rödorange bakvingekant. Vingspannet är 53–63 millimeter. Amiralen förekommer i hela Europa bort till Uralbergen, och i hela Nordamerika. Bestånd har införts på Hawaii och Nya Zeeland.
Varje vår migrerar ett stort antal individer från Medelhavsområdet till bland annat Sverige, där de parar sig och lägger gröna, ovala ägg på brännässlor, företrädesvis i något skuggigt läge. Larverna kan vara gröngrå eller svartbruna men med svart huvud. Fjärilarna kläcks i juli–augusti. Amiralen övervintrar som vuxen, men i Sverige misslyckas detta vanligen. Många amiraler flyttar i stället söderut på hösten.

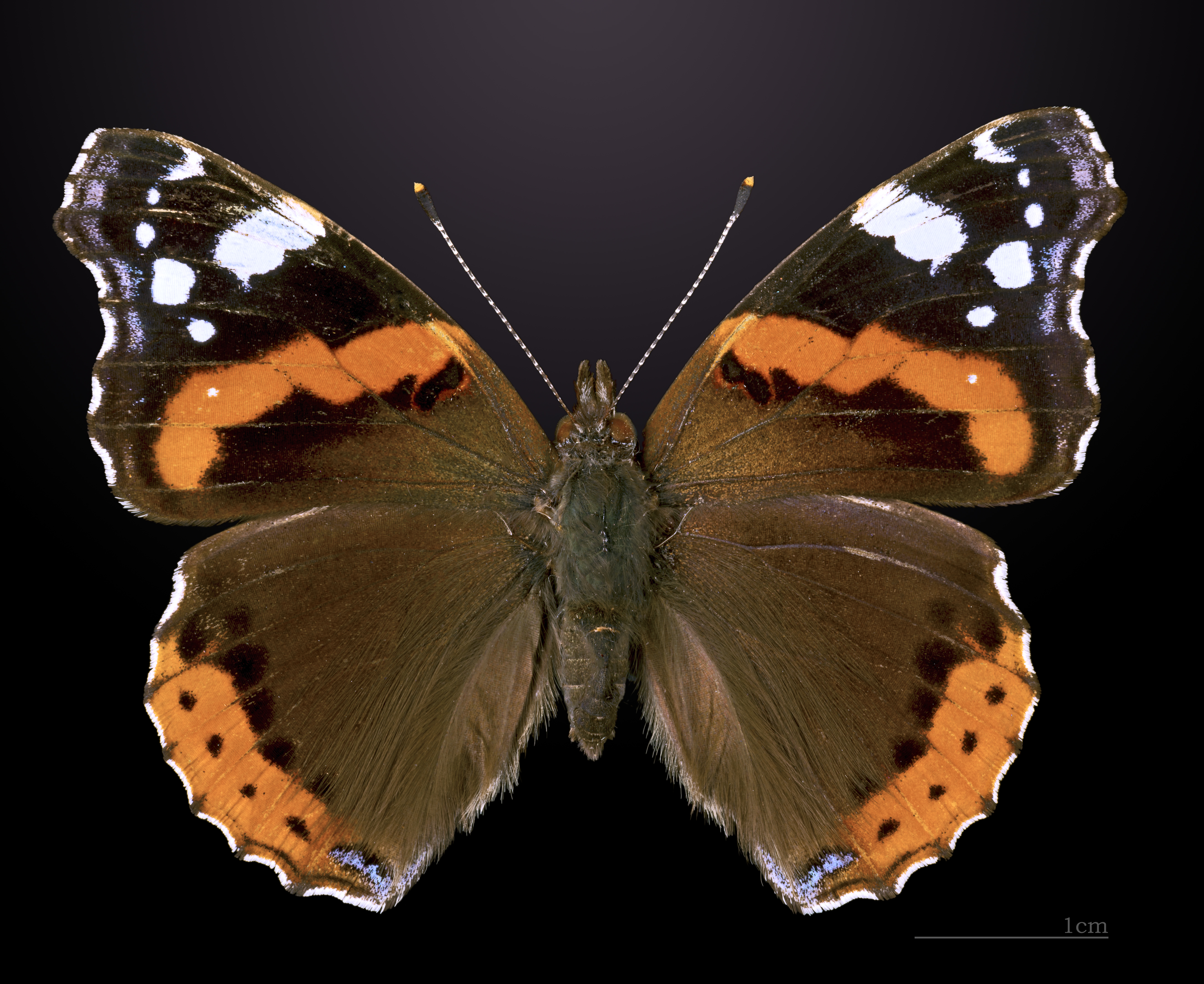
Vanessa atalanta.
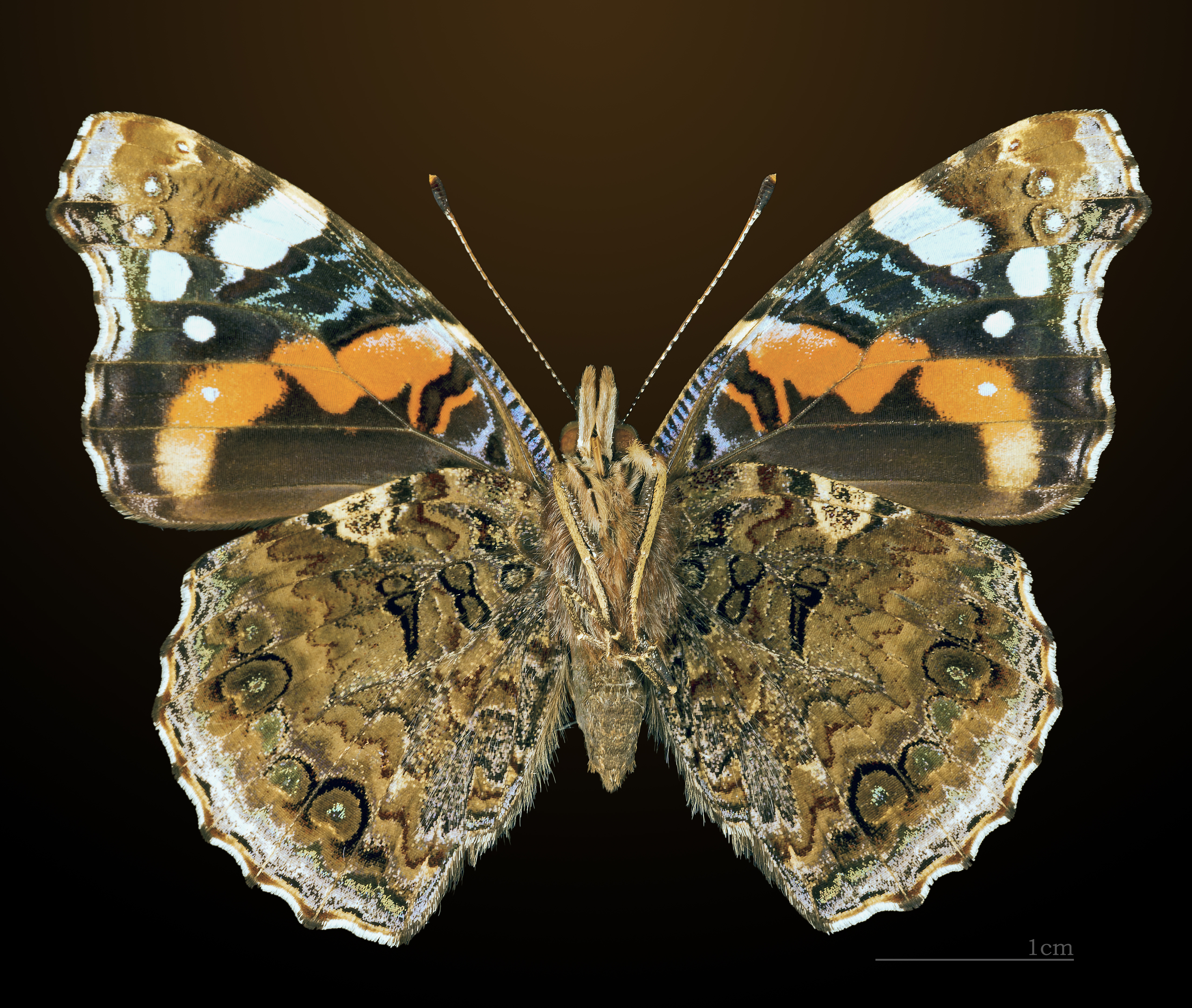
Vanessa atalanta. △